# Mélanie Bravard
Mélanie Bravard, née le 13 avril 1987 à Dreux, est une coureuse cycliste française.

## Biographie
Elle est la sœur aînée de la coureuse cycliste Charlotte Bravard.

## Palmarès sur route
- 2008
  - Marseilles-lès-Aubigny
  - 2e du Duo Normand
- 2009
  - 3e de la Ronde de Bourgogne
- 2010
  - 3e du GP Cholet-Pays de Loire Dames
- 2011
  - 2e de la Classic Féminine de Vienne Poitou-Charentes
- 2013
  - 2e de la coupe de France
  - 3e du Grand Prix Fémin'Ain
- 2014
  - 2e du Grand Prix Fémin'Ain